# Курдадзе, Александр Давидович
Александр Давидович Курдадзе (15.03.1930, Хашури — 2013) — советский и грузинский инженер и учёный, специалист по виноделию и технологиям переработки винограда, заслуженный изобретатель СССР (1988).

## Биография
Окончил школу с золотой медалью (1949) и механический факультет Грузинского политехнического института (1954).
Работал инженером на предприятиях пищевой промышленности, главным инженером, заместителем начальника «Самтреста». Два года провёл в командировке в Болгарии, где руководил наладкой производства на винодельческих заводах.
В 1983—1991 начальник управления оборудования и новой техники ГУ Государственного агропромышленного комитета Грузинской ССР.
Кандидат технических наук. С 2000 г. профессор Грузинского технического университета.
Соавтор 98 изобретений и 5 книг.

## Награды
- Орден Чести (1998)[1].
- Заслуженный изобретатель СССР (1988).
- Заслуженный изобретатель Грузинской ССР (1967).
- Государственная премия Грузинской ССР в области науки и техники (1981).